# Сан-Уотч

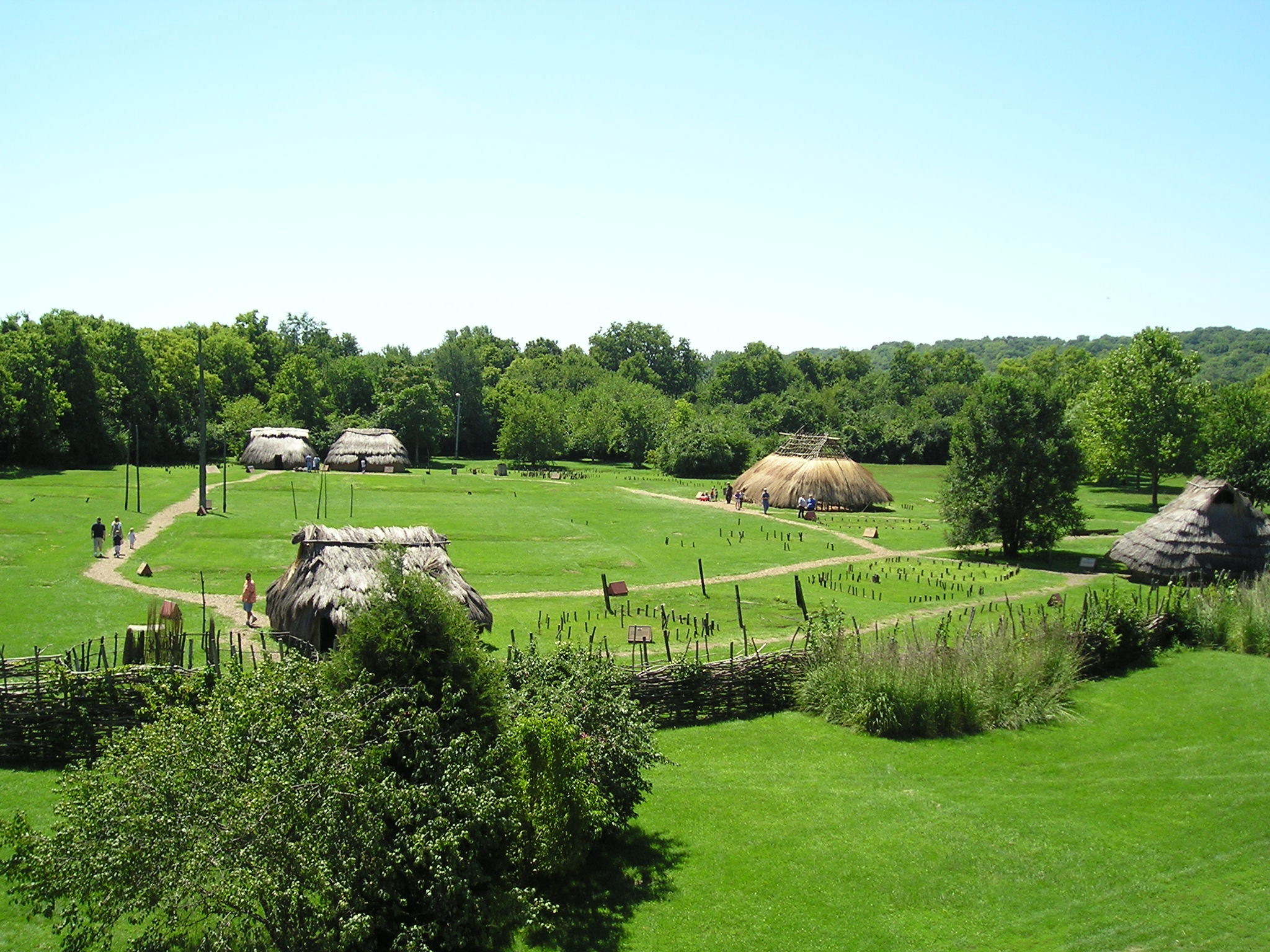
Сан-Уотч

Археологический парк «Индейский посёлок Сан-Уотч» — воссозданное поселение индейцев, относившихся к археологической культуре Форт-Эйншент. Расположено у побережья Большой реки Майами у г. Дейтон в штате Огайо.
Любители-археологи ещё в 1960-е годы обнаружили ряд артефактов на месте будущего археологического парка. Профессиональные раскопки были проведены в 1971—1988 гг. Находки были использованы при создании модели индейского посёлка, который назвали Сан-Уотч, поскольку, по мнению ряда учёных, несколько свай, обнаруженных при раскопках, служили для астрономических измерений (ритуалы многих первобытных народов, вероятно, и культуры Форт-Эйншент, были привязаны к солнечному календарю).
Деревня открыта для посещения и представляет собой музей под открытым небом, проводятся подробные экскурсии. При этом продолжаются археологические раскопки, которые могут наблюдать (а по предварительной записи — участвовать) группы школьников и взрослые.
Музей включён в Национальный реестр исторических мест США в 1974 году.